# Doomadgee Shire
Koordinaten: 17° 55′ S, 138° 49′ O

Das Aboriginal Shire of Doomadgee ist ein lokales Verwaltungsgebiet (LGA) im australischen Bundesstaat Queensland. Das Gebiet ist 1828 km² groß und hat etwa 1400 Einwohner.

## Geografie
Das Shire liegt im Nordosten des Staats innerhalb des Burke Shire etwa 1700 km nordwestlich der Hauptstadt Brisbane und 860 km nordöstlich von Alice Springs. Der größere Teil der LGA liegt im Inneren des Burke Shire am Nicholson River, ein zweiter Teil ist ein Küstenstreifen am Golf von Carpentaria.
Alle sesshaften Einwohner des Shires leben in Nicholson / New Doomadgee am Südostrand des Gebiets.

## Geschichte
1930 wurde in Burketown eine Mission für die in der Gegend lebenden Aborigines gegründet, die kurz darauf etwa 100 km nach Nordwesten nach Doomadgee (damalige Schreibweise Dumaji) an der Küste umzog. Nach nur vier Jahren zerstörte ein Zyklon die Mission und sie zog weit ins Landesinnere an den Nicholson River um, wo das neue Doomadgee gegründet wurde. 2008 wurde das Gebiet nördlich der Mission inklusive des alten Landstreifens an der Küste der Selbstverwaltung der Ureinwohner übergeben und eine Aboriginal Local Government Area eingerichtet.

## Verwaltung
Der Doomadgee Council hat fünf Mitglieder. Der Mayor (Bürgermeister) und vier weitere Councillor werden von allen Bewohnern des Shires gewählt. Die LGA ist nicht in Wahlbezirke unterteilt.